# Niemiholm (plaats)
Niemiholm is een dorpje binnen de Zweedse gemeente gemeente Luleå. Het dorp ligt op het gelijknamige eiland in het meer Niemiselet. Op beide oevers van dat meer liggen ook nog de plaatsen Norra Niemiholm en Södra Niemiholm. Het eiland heeft een oeververbinding met Norra Niemiholm. Het inwoneraantal is van de drie dorpen tezamen.
Bestuurscentrum: Luleå (Tätort)
Tätort: Alvik · Antnäs · Bälinge · Bensbyn · Bergnäset · Brändön · Ersnäs · Gammelstad · Jämtön · Kallax · Karlsvik · Klöverträsk · Måttsund · Persön · Råneå · Rutvik · Södra Sunderbyn
Småort: Ale · Ängesbyn · Avan · Björknäs en Harrviken · Björsbyn · Böle · Börjelslandet · Brännan · Bränslan · Fällträsk · Gäddvik · Hagaviken · Midbyn · Mörön · Niemisel · Norra Gäddvik · Örarna · Reveln · Smedsbyn · Södra Prästholm · Sundom · Vitå
Overig: Alhamn · Skäret · Niemiholm